# 1212
1212 (MCCXII) je bilo prestopno leto, ki se je po julijanskem koledarju začelo na nedeljo.

## Dogodki

### Rekonkvista
- Hitro zbrana koalicija krščanskih kraljevin z Iberskega polotoka - Kastilije, Aragonije, Navare in Portugalske ter prostovoljci iz Francije in Leona - začne s križarsko vojno proti Almohadom, ki so leto dni poprej začeli z ofenzivo.
- Križarska vojska se pod vodstvom kastiljskega kralja Alfonza VIII. zbere v Toledu. Nekateri križarji, predvsem iz Francije, začno izvajati pogrom nad Judi v Toledu.↓
- → Osvojitev almohadskih mest Malagón in Calatrava vodi v nadaljnja nesoglasja med iberskimi in francoskimi križarji. Alfonz VIII. v osvojenih mestih prepreči pokole muslimanov in judov, zato se 30.000 francoskih križarjev vrne nazaj čez Pireneje. Od krščanske vojske ostane še okoli 50.000 vojščakov.
- 16. julij - Bitka pri Las Navas de Tolosi: koalicija krščanskih kraljevin z Iberskega polotoka pod vodstvom kastiljskega kralja Alfonza VIII odločujoče porazi Almohade. Pobitih je več kot polovica od 200.000 almohadskih vojščakov.
  - Za zmago je zaslužen predvsem lokalni pastir Martin Alhaja, ki pokaže položaje almohadske vojske. Alfonz VIII. ga nagradi z dednim plemiškim nazivom Cabeza de Vaca in grbom.

### Otroška križarska vojna
- V Franciji in Nemčiji se začneta dva ločena pohoda pretežno mladine, katerih cilj je bilo osvoboditi Sveto deželo nevernikom. Kar ni uspelo odraslim, naj bi nedolžnim otrokom. Oba pohoda končata precej klavrno, zato noben ne prispe do Svete dežele.
  - zgodnja pomlad: iz Porenja v Nemčiji vodi pohod neki pastirček Nikolaj iz Kölna. Dve tretjini pohodnikov umre na poti zaradi slabe organizacije. V Genovi pričakujejo, da se jim bo, kakor Mojzesu, razmaknilo morje. Genovčani mladeži, ki je pripravljena ostati, ponudijo državljanstvo. Ostale, ki prispejo do Rima, papež Inocenc III. odvrne od nadaljevanja pohoda.
  - junij: drugi križarski otroški pohod se zgodi v Franciji. Pohodnike vodi neki dvanajstletni pastirček Štefan iz Cloyesa. Na poti od Pariza do Marseilla jih večina obupa in se vrne domov.

### Rimsko-nemško cesarstvo
- 9. februar - Po smrti Bernharda III. nasledi vojvodino Saško mlajši sin Albert I. in grofijo Anhalt starejši sin Henrik I.
- marec - Štaufovski nemški kralj Friderik II. da za sicilskega kralja kronati svojega enoletnega sina Henrika. S tem izpolni zahtevo papeža Inocenca III. po nezdružljivosti sicilske z nemško krono. Regentstvo prevzame kraljevičeva mati in Friderikova soproga Konstanca Aragonska. 1217 ↔
- 22. julij - Velfovski nemški kralj Oton IV. Braunschweigovski (37 let) se poroči s štirinajstletno staufovsko princeso Beatriko, hčerko umorjenega kralja Filipa Švabskega. Nesojena (velfovska) nemška kraljica Beatrika huje zboli in umre devetnajst dni po poroki.
- 26. september - Ker Friderik II. potrebuje Čehe na svoji strani, izda ti. Sicilsko zlato bulo, ki priznava neodvisnost češkega kraljestva in pravico do dednega nasledstva hiši Pšemisl. Novemu češkemu kralju Otokarju I. in vsem naslednjim kraljem pripada tudi elektorski glas pri volitvah za novega cesarja Svetega rimskega cesarstva.
- 9. oktober -  Umrlega markiza Namurja Filipa I. nasledi dvojčica Jolanda.
- september - Kljub temu da je izobčeni velfovski kralj Oton Braunschweigovski ukazal zastražiti prelaze čez Alpe, Friderik II. z manjšo vojsko brez težav prispe v Nemčijo.↓
- december → Mainški nadškof krona Friderika II. za nemškega kralja. Friderikovo oblast priznajo samo v južni Nemčiji. Severna Nemčija, razen skrajnega severa, kjer si je prigrabil vpliv danski kralj Valdemar II., ostane zvesta izobčenemu kralju Otonu Braunschweigovskemu.
- Začetek lokalne vojne med Vojvodino Brabant in Škofijo Liège, oziroma med vojvodo Henrikom I. Brabantskim in lièškim škofom Hugom de Pierrepontom, ki odbije prve Henrikove napade. 1213 ↔
- Gervazij Tilburyjski, angleški pisec v službi Otona Braunschweigovskega, dokonča delo Otia Imperialia, enciklopedijo o raznih čudesih v razvedrilo kralja Otona.

### Ostalo
- Cvetna nedelja -  Klara Asiška in Frančišek Asiški ustanovita ženski redovniški red klaris. Istega leta se Frančišek poda na romanje v Santiago de Compostella in spotoma ustanavlja nove redovne celice. 1253 ↔
- 12. april - Umrlega velikega kneza Vladimir-Suzdala Vsevoloda III. z vzdevkom Veliko gnezdo nasledi sin Jurij II.
- 4. maj - Francoski kralj Filip II. odvzame Grofijo Boulogne proangleškemu boulognskemu grofu Rejnaldu de Dammartinu.
- maj - Sirsko-egiptovski sultan Al-Adil I. dokonča z gradnjo strateške trdnjave na gori Tabor.
- 10. julij - Katastrofalen požar v Londonu zahteva najmanj 3000 življenj.
- Ustanovitev volnarskega ceha v Firencah.
- Albižanska križarska vojna: anglo-francoski plemič Simon de Montfort, 5. grof Leicester nadaljuje z brutalnim zatiranjem upora katarov in njihovih zaveznikov v južni Franciji.
- Wales: v dveh mesecih si uspe valižanski kralj Gwynedda Llywelyn Veliki povrniti vse odvzete posesti razen dveh gradov. V uporu proti izobčenemu angleškemu kralju Ivanu Brez dežele uživa podporo Cerkve in s tem velikega dela valižanskega prebivalstva. Papež s tem iz interdikta izvzame valižanski kraljevini Gweynedd in Deheubarth ter ostanke razdeljenega Powysa. Kralj Ivan zaradi groženj hčerke, ki je poročena z Llywelynom, in škotskega kralja Vilijema I., opusti načrtovano invazijo na Wales. 1213 ↔

- Latinski križarji v Ahaji zavzamejo še mesti Argos in Naupilia. Ahajski knez Godfrej I. Villehardouinški združi mesti v eno baronijo, ki jo podeli v fevd Ononu de la Rocheju. Edino utrjeno grško mesto na Peloponezu, ki se še upira križarjem, je Monemvasia v Lakoniji. 1248 ↔
- Meniški viteški red križnikov, ki se je preselil iz Svete dežele v Transilvanijo, zgradi sprva leseni grad Bran (za potrebe turistične industrije popularno imenovan kot grad grofa Drakule).
- Jeruzalemska kraljevina: v poporodnih zapletih ob rojstvu hčerke Izabele umre jeruzalemska kraljica Marija Montferraška. Krona Jeruzalemske kraljevine pripade novorojeni hčerki Izabeli II., regenstvo prevzame njen oče in vdovec Ivan Briennski, ki je z ženino smrtjo izgubil pravico do naziva kralja.
- Japonski literat in pesnik Tomei Kamo napiše osebni esej Hodžoki, razmišljanje o umiku iz civilizacije in o bivanju v majhni koči, kamor se je umaknil kot budistični menih.
- Osrednja Azija: upor premaganih Karahanidov v Samarkandu, ki v pogromu pokončajo na tisoče priseljenih Horezmijcev. Šah Mohamed II. se na enak način maščuje s pokolom in plenitvijo mesta.

## Rojstva
- 22. marec - cesar Go-Hirakava, 86. japonski cesar († 1234)

Neznan datum
- Dafydd ap Llywelyn, valižanski kralj Gwynedda, valižanski princ († 1246)
- Izabela II. Jeruzalemska, jeruzalemska kraljica, v zakonu s Friderikom II. sicilska kraljica, rimsko-nemška cesarica († 1228)
- Konstanca Babenberška, avstrijska princesa, meissenška mejna grofinja († 1243)
- Malatesta da Verucchio, italijanski gvelf, ustanovitelj hiše Malatesta († 1312)
- William II. Longespée, angleški vitez, križar († 1250)
- Zita, italijanska služkinja, svetnica († 1272)

## Smrti
- 9. februar - Bernhard III., vojvoda Saške, grof Anhalta  (* 1140)
- 12. april - Vsevolod Veliko gnezdo, vladimirski veliki knez (* 1154)
- 24. maj - Margareta Češka, danska kraljica (* 1186)
- 16. julij - William de Brus, škotski plemič, 3. baron Annandale
- 11. avgust - Beatrika Švabska, princesa, rimsko-nemška cesarica (* 1198)
- 9. oktober - Filip I., markiz Namurja (* 1175)
- 4. november - Feliks Valoiški, francoski puščavnik, ustanovitelj reda trinitarijancev, svetnik (* 1127)
- 12. december:
  - Godfrej fitzRoy, nezakonski sin Henrika II., yorški nadškof (* 1152)
  - David I. Trapezuntski, cesar Trapezunta (* 1184)

Neznan datum
- Adam iz Dryburgha, anglo-škotski teolog (* 1140)
- Ademar Jordan, okcitanski vitez in trubadur
- Azzo VI. d'Este, italijanski condottiero, markiz (* 1170)
- Comtessa de Dia, okcitanska pesnica, trubadurka (* ok. 1140)
- Godfrej iz Villehardouina, francoski kronist, stric ahajskega kneza Godfreja I. Villehardouinškega (* 1160)
- Guillem de Cabestany, katalonski trubadur (* 1162)
- Honen, japonski amitabha budist (* 1133)
- Marija Montferraška, jeruzalemska kraljica (* 1192)
- Robert iz Auxerreja, francoski kronist (* 1156)
- Vsevolod IV. Kijevski, kijevski, černigovski in belgorodski knez (* ni znano)